# Жовта лінія (Вашингтонський метрополітен)
Жовта лінія (Вашингтонський метрополітен) (англ. Yellow Line (Washington Metro)) — одна з ліній метро у столиці Сполучених Штатів місті Вашингтон.

## Історія
Початкова дільниця лінії була відкрита у 1983 році. Частина станцій була відкрита ще в 1977 році, але до відкриття лінії використовувалася потягами лише Блакитної лінії. Будівництво лінії було потрібне за для швидкого сполучення центральної частини Вашингтона з аеропортом Рейгана.

## Лінія
На лінії лише дві власні станції, переважна більшість станції використовуються спільно або з Блакитною або з Зеленою лініями. Існує також метроміст 14 вулиці через ріку Потомак між станціями «Пентагон» та «Л'Енфант-плаза», який використовується лише Жовтою лінією. Рухомий склад складається з 60 вагонів, лінію обслуговують 10 шестивагонні потяги.

## Станції
Станції з півночі на південь.
| Жовта лінія     | |                                                                |                                                           |                                          |                 |          |
| Спільна ділянка | Станція                                                                                                   | Пересадка                                                      | Розташування                                              | Тип                                      | Дата відкриття  | Світлина |
|                 | «Форт-Тоттен»(англ. Fort Totten)                                                                          | На однойменну станцію Червоної лінії                           | Галловей-стріт, Вашингтон                                 | Підземна з острівною платформою          | 11 грудня 1993  |          |
|                 | «Джорджія-авеню — Петворт» (англ. Georgia Avenue–Petworth)                                                |                                                                | Джорджія-авеню, Вашингтон                                 | Підземна з острівною платформою          | 18 вересня 1999 |          |
|                 | «Коламбія-Гайтс» (англ. Columbia Heights)                                                                 |                                                                | 14-та вулиця, Вашингтон                                   | Підземна з острівною платформою          | 18 вересня 1999 |          |
|                 | «Ю-стріт» (англ. U Street)                                                                                |                                                                | Ю-стріт, Вашингтон                                        | Підземна з острівною платформою          | 11 травня 1991  |          |
|                 | «Шо — Університет Говарда» (англ. Shaw–Howard University)                                                 |                                                                | 8-ма вулиця, Вашингтон                                    | Підземна з острівною платформою          | 11 травня 1991  |          |
|                 | «сквер Маунт-Вернон» (англ. Mount Vernon Square)                                                          |                                                                | Ем-стріт, Вашингтон                                       | Підземна з острівною платформою          | 11 травня 1991  |          |
|                 | «Гелері-плейс» (англ. Gallery Place)                                                                      | На однойменну станцію Червоної лінії                           | Ейч-стріт, Вашингтон                                      | Підземна з острівною платформою          | 30 квітня 1983  |          |
|                 | «Архів» (англ. Archives)                                                                                  |                                                                | Пенсильванія-авеню, Вашингтон                             | Підземна з острівною платформою          | 30 квітня 1983  |          |
|                 | «Л'Енфант-плаза» (англ. L'Enfant Plaza)                                                                   | На однойменну станцію Блакитної, Помаранчевої та Срібної ліній | Меріленд-авеню, Вашингтон                                 | Підземна з береговими платформами        |                 |          |
|                 | «Пентагон» (англ. Pentagon)                                                                               |                                                                | Округ Арлінгтон, Вірджинія                                | Підземна зі спліт платформами            | 1 липня 1977    |          |
|                 | «Пентагон-Сіті» (англ. Pentagon City)                                                                     |                                                                | Округ Арлінгтон, Вірджинія                                | Підземна з береговими платформами        | 1 липня 1977    |          |
|                 | «Кристал-Сіті» (англ. Crystal City)                                                                       |                                                                | Округ Арлінгтон, Вірджинія                                | Підземна з береговими платформами        | 1 липня 1977    |          |
|                 | «Вашингтонський національний аеропорт «Рональд Рейган»» (англ. Ronald Reagan Washington National Airport) |                                                                | Округ Арлінгтон, Вірджинія                                | Естакадна з двома острівними платформами | 1 липня 1977    |          |
|                 | «Бреддок-роуд» (англ. Braddock Road)                                                                      |                                                                | Місто Александрія, Вірджинія                              | Наземна з острівною платформою           | 17 грудня 1983  |          |
|                 | «Кінг-стріт — Старе місто» (англ. King Street–Old Town)                                                   |                                                                | Місто Александрія, Вірджинія                              | Наземна з острівною платформою           | 17 грудня 1983  |          |
|                 | «Ейзенхауер-авеню» (англ. Eisenhower Avenue)                                                              |                                                                | Місто Александрія, Вірджинія                              | Естакадна з береговими платформами       | 17 грудня 1983  |          |
|                 | «Гантінгтон» (англ. Huntington)                                                                           |                                                                | Переписна місцевість Гантінгтон, округ Ферфакс, Вірджинія | Естакадна з острівною платформою         | 17 грудня 1983  |          |